# Sulfjorden
Sulfjorden er en farvand i Frøya kommune i Trøndelag fylke i Norge. Den ligger mellem øen Frøya og fiskeværet Sula i arkipelaget nord for kommunens hovedø. Farvandet går godt 8 kilometer fra sydvest til nordøst.
Sula ligger på nordsiden af fjorden, sammen med Hjertøy og Oløyan ved Bogøy. I vest grænser den til Vågsvær, i syd til Lyngvær og Fjølvær, og i øst til Skogsøya syd for Mausundvær.